# Ingelstads kontrakt
Ingelstads kontrakt var ett kontrakt i Lunds stift inom Svenska kyrkan. Kontraktet upphörde 31 december 1961 då huvuddelen av ingående församlingar övergick till Österlens kontrakt.

## Administrativ historik
Kontraktet omnämns 1569 och omfattade från 1700-talet
- Löderups församling
- Hörups församling
- Valleberga församling
- Glemminge församling
- Ingelstorps församling
- Tosterups församling
- Ullstorps församling
- Bollerups församling
- Övraby  församling
- Benestads församling
- Hammenhögs församling
- Hannas församling
- Östra Herrestads församling
- Östra Ingelstads församling
- Smedstorps församling
- Kverrestads församling
- Tomelilla församling bildad 1926
- Tryde församling
- Spjutstorps församling
- Tranås församling som 1892 tillfördes från Ljunits och Herrestads kontrakt
- Onslunda församling som 1892 tillfördes från Ljunits och Herrestads kontrakt
- Östra Hoby församling som 1929 överfördes till Albo och Järrestads kontrakt
- Stora Köpinge församling som 1962 överfördes till Vemmenhögs, Ljunits och Herrestads kontrakt
- Baldringe församling som 1962 överfördes till Vemmenhögs, Ljunits och Herrestads kontrakt
- Högestads församling som 1962 överfördes till Vemmenhögs, Ljunits och Herrestads kontrakt